# Sempur (historisch motorfietsmerk)
Sempur was vrijwel zeker een Frans bromfietsmerk, want men bouwde bromfietsen met VAP G-motorblokken. Het gebruik van deze blokjes plaatst het merk in de jaren vijftig.
Mogelijk is dit hetzelfde merk als "Semper", een Frans merk waarvan alleen bekend is dat het - eveneens in de jaren vijftig - bromfietsen en lichte motorfietsjes met een 125 cc Stainless-tweetakt-inbouwmotor produceerde.